# Andreas Ignatius Schaepman
Andreas Ignatius Schaepman (Zwolle, 4 september 1815 - Utrecht, 19 september 1882) was aartsbisschop van Utrecht van 1868 tot 1882.

## Biografie
Andreas Schaepman werd in 1857 de eerste president van het grootseminarie Rijsenburg in Driebergen. Een jaar later werd hij tevens benoemd tot vicaris-generaal en op 13 juli 1860 tot coadjutor en tot bisschop van Hesebon (Esbus) in partibus; hij werd gewijd door de Haarlemse bisschop Franciscus Jacobus van Vree.
Als aartsbisschop na het aftreden van Joannes Zwijsen ijverde Schaepman voor de emancipatie van het katholicisme in Nederland. Hij steunde de stichting van katholieke scholen en richtte congregaties op als de Fraters van Utrecht en de Zusters van Sint-Joseph die zich op het katholieke onderwijs toelegden.

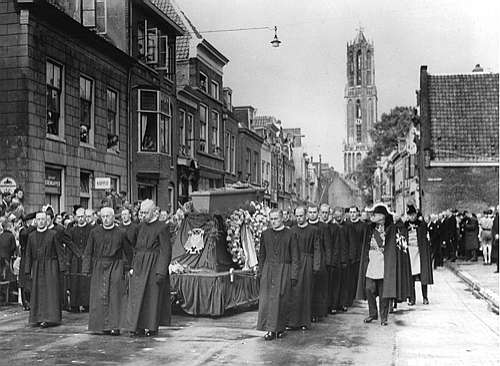
Begrafenis van aartsbisschop Schaepman in Utrecht

Schaepman bevorderde de kerkelijke kunst, muziek en geschiedschrijving; dat waren voor Zwijsen nooit de prioriteiten. Al voor zijn benoeming tot aartsbisschop organiseerde hij de restauratie van de Sint-Catharinakathedraal in Utrecht in neogotische stijl, in samenwerking met G.W. van Heukelum (1834-1910), de stichter van het St. Bernulphusgilde en bouwpastoor van de fraaie Sint-Nicolaaskerk te Jutphaas (thans Nieuwegein-Noord). Schaepman en Van Heukelum stonden ook aan de basis van wat tegenwoordig het Museum Catharijneconvent te Utrecht is.
Schaepman is bijgezet in een eigen crypte die vastzit aan de kapel van de Begraafplaats Sint Barbara in Utrecht.

## Trivia
- Schaepman was een neef van de priester-politicus Herman Schaepman.

- Biografisch Portaal: 26697743
- Digitale Bibliotheek voor de Nederlandse Letteren: scha099
- International Standard Name Identifier: 0000 0003 9076 6829
- Nederlandse Thesaurus van Auteursnamen: 06936236X
- Virtual International Authority File: 284410413
- WorldCat: E39PBJbCGDXj7FQvqXBKxCJqwC